# Mönchsberg
Mönchsberg er et af de fem bjerge, hvorpå byen Salzburg i Østrig er beliggende, og som topper med 540 m.o.h. Bjerget er opkaldt efter benediktinermunkene fra Sankt Peter-klosteret, der ligger ved foden af den nordlige side af bjerget.
Mönchsberg kendetegner Salzburgs historiske bylandskab med dets lange højdedrag bestående af konglomerat. Sigmundstor går gennem Mönchsberg og forbinder den historiske bydel med de vestlige forstæder.

## Salzburgs bjerge
De andre bjerge i Salzburg er:
- Kapuzinerberg
- Rainberg
- Festungsberg
- Hellbrunner Berg